# Guglielmo II di Weimar
Guglielmo II di Weimar, detto Guglielmo il Grande (930 ca. – 24 dicembre 1003), fu conte di Weimar dal 963 e margravio di Turingia dal 1002.

## Biografia
Era il figlio maggiore del conte di Weimar Guglielmo I. Negli anni venne investito di altre cariche comitali: nel 965 divenne conte di Helmegau, nel 967 di Altgau, infine nel 974 di Viesichgau. Inoltre, possedeva terre nel Nabelgau, tra Helme e Wipper, e vicino a Bleicherode sulla catena dell'Ohm.
Nonostante il suo stretto legame con la famiglia imperiale, nel 983, dopo la morte di Ottone II, sostenne la candidatura alla successione del duca di Baviera Enrico il litigioso, a scapito di Ottone III. Così, i sostenitori del giovane liudolfingio assediarono il suo castello di Weimar nel 984.
Durante l'elezione reale dei Romani del 1002, sostenne di nuovo la fazione bavarese, spostando verso quest'ultima tutta l'aristocrazia della Turingia. Una volta eletto Enrico II il Santo, Guglielmo ottenne in cambio la cancellazione della tariffa doganale sui suini della Turingia (Schweinezins), risalente al VI secolo. I conti di Weimar furono acerrimi rivali degli Eccardini in Turingia, che assediarono il castello di Weimar nel 1002. Guglielmo ricevette il re mentre era in viaggio e morì poco dopo in età avanzata.

## Matrimonio e figli
Dalla moglie, il cui nome non è noto, ebbe:
- Guglielmo III († 16 aprile 1039);
- Poppone († 13 luglio, prima del 1044);
- Agnese, la quale sposò probabilmente il conte palatino di Sassonia Federico I.